# Dan Rothchild
Dan Rothchild (...) è un bassista e compositore statunitense conosciuto prevalentemente per essere membro del gruppo Heart.

## Carriera
Inizia la sua attività negli anni novanta, come turnista per vari musicisti. Dal 1998 collabora con Sheryl Crow, e successivamente con Fiona Apple. 
Dopo essere entrato a far parte della band di Stevie Nicks, nel 2012 si unisce agli Heart.